# Франнах
Франнах (нем. Frannach) — коммуна в Австрии, в федеральной земле Штирия. 
Входит в состав округа Фельдбах.  Население составляет 537 человек (на 31 декабря 2005 года). Занимает площадь 8,04 км².

## Политическая ситуация
Бургомистр коммуны — Йохан Абзенгер (АНП) по результатам выборов 2005 года.
Совет представителей коммуны (нем. Gemeinderat) состоит из 9 мест.
- АНП занимает 7 мест.
- СДПА занимает 2 места.